# Weißenborn, Hessen
Weißenborn är en kommun och ort i Werra-Meissner-Kreis i Regierungsbezirk Kassel i förbundslandet Hessen i Tyskland.
Den tidigare kommunen Rambach uppgick i Weißenborn, Hessen 1 oktober 1971.